# Setsuko Shinoda
Setsuko Shinoda (篠田 節子, Shinoda Setsuko, 1955) é uma escritora japonesa de ficção científica. Ela venceu o Prêmio Literário Shōsetsu Subaru para Iniciantes, o Prêmio Yamamoto Shūgorō, o Prêmio Naoki, o Prêmio Shibata Renzaburo, o Prêmio MEXT, e o Prêmio Literário Chuo Koron Literary. Várias de suas obras foram adaptadas para televisão.

## Primeiros anos e educação
Setsuko Shinoda nasceu em 1955 em Tóquio. Quando criança, ela leu mangás de Sanpei Shirato, bem como livros de autores estrangeiros como L. Frank Baum, Arthur Conan Doyle e Mark Twain, e aspirava a se tornar uma artista de mangá. Ela se formou na Universidade Gakugei de Tóquio. Antes de iniciar sua carreira de escritora, ela trabalhou como funcionária municipal em Hachiōji, inclusive trabalhando na Prefeitura e na biblioteca municipal. Ela começou a ter aulas de redação no Centro Cultural Asahi com a intenção de ingressar na área de relações públicas, mas acabou tendo aulas de redação de romances e escrevendo seu primeiro romance.

## Carreira de escritora
Em 1990, o romance de estreia de Shinoda, Kinu no hen'yō (絹の変容, A Transformação de Seda), uma história de ficção científica sobre um desastre biotecnológico que cria um monstro e o pânico social que se segue, ganhou o 3.º Prêmio Literário Shōsetsu Subaru para Iniciantes.  Posteriormente foi publicado em livro pela Shueisha.
Sete anos depois, Shinoda ganhou tanto o Prêmio Yamamoto Shūgorō quanto o Prêmio Naoki, mas por trabalhos diferentes. A coleção de Shinoda Gosaintan: Kami no za (ゴサインタン: 神の座) , publicada em 1996 pela Futabasha, ganhou o 10º Prêmio Yamamoto Shūgorō. O título da novela Gosaintan (ゴサインタン) combina vários gêneros em uma história sobre uma mulher do Nepal cujo casamento arranjado com um fazendeiro japonês leva a confrontos com a mãe de seu marido, sua própria elevação como objeto de culto religioso, a subsequente ruína financeira de seu marido e em última análise, uma nova vida no Nepal com mais liberdade pessoal, mas com condições muito piores. A crítica de ficção científica Mari Kotani descreveu Gosaintan como uma história que "reexamina a verdadeira natureza do romance", mas também "expõe abertamente a posição do Japão em relação ao Nepal".
Alguns meses depois, o livro de Shinoda Onnatachi no jihādo (女たちのジハード, Jidah Feminina), publicado pela Shueisha, ganhou o 117.º Prêmio Naoki. Onnatachi no jihādo segue as histórias individuais de cinco funcionárias que sofrem assédio em uma companhia de seguros, concentrando-se nas dificuldades que enfrentam em uma sociedade dominada pelos homens. Em 1998, o livro foi adaptado para a televisão pela NHK como um especial de 2 episódios intitulado Onnatachi no seisen (女たちの聖戦, Women's Holy War).
Após o sucesso do Prêmio Naoki, vários outros trabalhos de Shinoda foram adaptados para a televisão. Em 1998, a história de Shinoda, Harumonia (ハルモニア, Harmonia) , uma história de terror sobre um violoncelista cujas tentativas de ajudar uma garota com uma doença cerebral a se comunicar através da música a levaram a se apaixonar por ele e a usar poderes paranormais até então desconhecidos para machucar outras pessoas em seu vida, foi publicado como um livro e adaptado pela Nippon TV em um drama televisivo estrelado por Koichi Domoto, Miki Nakatani e Akiko Yada. Seu romance de 2000, Hyakunen no koi (百年の恋, Cem Anos de Amor), sobre os problemas vividos por um casal com rendas pessoais muito diferentes, foi adaptado para um drama da NHK em 2003. Seu romance de terror de 1995, Natsu no saiyaku (夏の災厄, Calamidade no Verão), sobre uma pandemia que atinge uma cidade fora de Tóquio, foi adaptado para um programa especial da Nippon TV em 2006.
A obra de 2 volumes de Shinoda, Kasō girei (仮想儀礼, Falsos Ritos) foi publicada pela Shinchosha em 2008. Kasō girei conta a história de dois homens que começam a escrever um jogo de RPG, decidem, em vez disso, usar o jogo como base para um novo movimento religioso, ganham adeptos suficientes para alcançar o sucesso financeiro e depois se vêem deslocados da organização religiosa por mulheres seguidoras. Em 2009, Kasō girei recebeu o 22º Prêmio Shibata Renzaburo. Dois anos depois, Shinoda recebeu o 61º Prêmio MEXT na categoria Literatura da Agência de Assuntos Culturais do governo japonês por sua coleção Sutābato Māteru (スターバト・マーテル, Stabat Mater).
Em 2014, Kadokawa publicou o romance de Shinoda, Indo kurisutaru (インドクリスタル, Cristal da Índia), a história de um empresário japonês cujos esforços para importar cristais especiais necessários para a fabricação de eletrônicos o levaram a uma pequena vila na Índia, onde ele se envolveu com uma prostituta local com poderes cognitivos excepcionais, descobre um esquema para controlar os depósitos de urânio e quase morre numa revolta antigovernamental. Shinoda visitou pequenas aldeias indianas para obter detalhes de cenário e caráter, mas baseou o comércio fictício de cristais indianos no romance no comércio do Japão com o Brasil e a Austrália. O livro ganhou o 10º Prêmio Literário Chuo Koron.
Uma versão em inglês de sua história "The Long-rumored Food Crisis", que The Japan Times intitulou como "um relato arrepiante de colapso moral após o Big One destruir Tóquio", foi publicada na coleção de 2015 Hanzai Japan.

## Prêmios e honrarias
- 1990: 3.º Prêmio Literário Shōsetsu Subaru para Iniciantes[4]
- 1997: 10.º Prêmio Yamamoto Shūgorō[17]
- 1997: 117.º Prêmio Naoki (1997上)[18]
- 2009: 22.º Prêmio Shibata Renzaburo[11]
- 2011: 61.º Prêmio MEXT de Literatura[12]
- 2015: 10.º Prêmio Literário Chuo Koron[19]
- 2020: Ordem do Sol Nascente, Raios Dourados com Rosette (勲四等旭日小綬章)[20]

## Adaptações para televisão
- 1998: Onnatachi no seisen (女達の聖戦, Guerra Santa das Mulheres) , adaptação da NHK de Onnatachi no jihādo[6]
- 1998: Harumonia (ハルモニア, Harmonia) , Nippon TV[7]
- 2003: Hyakunen no koi (百年の恋, Cem Anos de Amor) , NHK[8]
- 2006: Uirusu panikku 2006 natsu: machi wa kansen shita (ウィルスパニック2006夏〜街は感染した〜, Pânico de vírus no verão de 2006: As ruas estão infectadas) , adaptação da TV Nippon de Natsu no Saiyaku[9]

## Obras publicadas

### Em língua japonesa
- Kinu no hen'yō (絹の変容, A Transformação de Seda), Shueisha, 1991, ISBN 9784087727746
- Natsu no saiyaku (夏の災厄, Calamidade de verão), Mainichi Shimbun, 1995, ISBN 9784620105222
- Gosaintan: Kami no za (ゴサインタン: 神の座), Futabasha, 1996, ISBN 9784575232660
- Onnatachi no jihādo (女たちのジハード, Jidah Feminina), Shueisha, 1997, ISBN 9784087742398
- Harumonia (ハルモニア, Harmonia) , Magajinhausu, 1998,ISBN 9784838708383
- Hyakunen no koi (百年の恋, Cem Anos de Amor), 2000, Asahi Shimbun, ISBN 9784022575579
- Kasō girei (仮想儀礼, Falsos Ritos) , Shinchosha, 2008,ISBN 9784103133612 (vol. 1), ISBN 9784103133629 (vol. 2)
- Sutābato Māteru (スターバト・マーテル, Stabat Mater), Kobunsha, 2010, ISBN 9784334926977
- Indo kurisutaru (インドクリスタル, Cristal da Índia), Kadokawa, 2014, ISBN 9784041013526

### Traduzido para a língua inglesa
- "The Long-rumored Food Crisis", traduzido por Jim Hubbert, Hanzai Japan, 2015[21]